# Budapesti Kórus
A Budapesti Kórus egy nemzetközi hírű magyar oratóriumkórus. 1941-ben alapította Bárdos Lajos a budapesti Palestrina Kórus és a Budai Szent Cecília Kórus egyesítésével. Sok évtizedes működése alatt számos világhírű karmester vezényelte, több száz oratóriumot mutatott be és több tucat hanglemeze jelent meg a Hungaroton lemezkiadónál. Az oratóriuméneklés egyik legismertebb képviselője Magyarországon: számos külföldi és magyar oratórium budapesti vagy ősbemutatója fűződik hozzá. Jelenlegi karigazgatója Hegyi Barnabás.

## Története
A Budapesti Kórusnak két elődje volt. Mindkettő a cecilianizmus szellemében jött létre a 20. század elején. A budapesti Palestrina Kórus 1916-ban alakult meg, és olyan neves vezetői voltak, mint Harmat Artúr, Halmos László, Bárdos Lajos. A Budai Szent Cecília Kórus (rövidebb nevén: Cecília Kórus) pedig 1921-ben jött létre és az a cappella-éneklés volt a fő tevékenysége. A két együttest Bárdos Lajos egyesítette 1941-ben, Budapesti Kórus néven.
1948-ban (más forrás szerint: 1951-ben) beleolvadt a Budapesti Ének- és Zenekar Egyesület (népszerűbb nevén: Lichtenberg Kórus) is. 1951–1990 között az Országos Filharmónia tartotta fenn.
A kórust jeles magyar és külföldi karmesterek vezényelték. Több, mint 1200 hangversenyt adott, számos külföldi turnén vett részt. A 20. század szinte minden híres oratóriumát előadta. Repertoárján 116 zeneszerző 325 műve szerepel. Lemezfelvételei közül több kapott nagydíjat.
1990-ben megszűnt a Filharmónia révén biztosított állami támogatás. Jelenleg egyesületként működik.

## Karigazgatók
- 1941–1948: Bárdos Lajos
- 1948–1978: Forrai Miklós
- 1978–1984: Margittay Sándor
- 1984–2001: Antal Mátyás
- 2002–2006: Tóth András
- 2006–2009: Kaposi Gergely
- 2009–2011: Cser Miklós
- 2011–2014: Virágh András
- 2015–2019: Uzsaly Bence[6]
- 2019–2021: Kaczor László
- 2021-: Hegyi Barnabás

## Diszkográfia
- Kodály Zoltán: Missa brevis – 1956, vezényel: Kodály Zoltán[7]

- Liszt Ferenc: Christus – 1986, vezényel: Doráti Antal[8]

- Kodály Zoltán: Psalmus Hungaricus, Peacock variations – 1986, vezényel: Doráti Antal[9]

- Schumann, Robert: Requiem, Requiem für Mignon – 1987, vezényel: Forrai Miklós[10]

## Díjak
- Magyar Örökség-díj (2011)
- Kölcsey Ferenc-díj (2015)